# Israel Robert Aumann
Israel Robert John Aumann (în ebraică ישראל אומן; n. 8 iunie 1930, Frankfurt am Main, Germania) este un matematician și economist israelian, specialist în teoria jocurilor, profesor la Universitatea Ebraică din Ierusalim, laureat al Premiului Nobel pentru economie în anul 2005.